# Partito Costituzionale (Malta)
Il Partito Costituzionale (in inglese Constitutional Party) è stato un partito politico di Malta di impostazione filo-britannica.
Nel periodo tra il 1921 e il 1945 e poi tra il 1950 e il 1953 ha eletto propri rappresentanti nel Parlamento. Tra il 1927 e il 1930 è stato al Governo con il sostegno del partito laburista.
Il leader del partito è stato a lungo Gerald Strickland e per questo motivo i suoi sostenitori erano conosciuti con il soprannome di Stricklandjani.

## Storia

### Fondazione
Il partito venne fondato nel 1921 in occasione delle prime elezioni dell'Assemblea legislativa maltese alle quali raccolse il 25,31% dei voti. e 7 dei 32 seggi.
Alle successive elezioni del 1924 migliorò ulteriormente i consensi ottenendo il 33,95% e 10 seggi, affermandosi come il partito di maggioranza. 

### Al Governo
Alle elezioni politiche del 1927 il partito elesse 15 rappresentanti, e grazie al sostegno del Partito Laburista riuscì a formare un governo con a capo il proprio leader Gerald Strickland. 
A causa dei contrasti con la Chiesa maltese tuttavia il Governo guidato da Strickland dovette affrontare crescenti difficoltà. Addirittura, in occasione delle elezioni che si sarebbero dovute tenere nel maggio 1930, Mauro Caruana e Michael Gonzi, rispettivamente vescovo di Malta e vescovo di Gozo, scrissero una lettera pastorale dichiarando che gli elettori del Partito Costituzionale e dei suoi alleati avrebbero commesso peccato mortale punito con l'interdetto. Questo fatto diede il pretesto alle autorità coloniali per sospenedere la Costituzione e quindi le elezioni.
Il governo Strickland rimase comunque in carica per gli affari correnti fino alle successive elezioni del 1932, in cui fu sconfitto a vantaggio del Partito Nazionalista.

### Dopo la guerra
Al termine della seconda guerra mondiale, il partito non partecipò alle elezioni del 1945 e venne sciolto.
Nel 1950 Robert Galea e Mabel Strickland cercarono di ripristinarlo per partecipare alle elezioni senza però ottenere i risultati auspicati.
Nel 1953 il partito venne nuovamente sconfitto alle elezioni e venne sciolto definitivamente.

## Risultati elettorali
| Elezione          | Voti   | %    | Seggi |
| ----------------- | ------ | ---- | ----- |
| Parlamentari 1921 | 5.183  | 25,3 | 7     |
| Parlamentari 1924 | 8.172  | 34,0 | 10    |
| Parlamentari 1927 | 14.290 | 41,5 | 15    |
| Parlamentari 1932 | 15.023 | 31,1 | 10    |
| Parlamentari 1939 | 19.156 | 54,5 | 6     |
| Parlamentari 1945 | N.D.   | N.D. | -     |
| Parlamentari 1947 | N.D.   | N.D. | -     |
| Parlamentari 1950 | 10.584 | 10,0 | 4     |
| Parlamentari 1951 | 9.150  | 8,1  | 4     |
| Parlamentari 1953 | 1.374  | 1,2  | -     |